# Боб Мод
Боб Мод (англ. Bob Maud; 12 серпня 1946 — 1 січня 2006) — колишній південноафриканський тенісист.
Здобув 3 одиночні титули.
Найвищим досягненням на турнірах Великого шолома був фінал в змішаному парному розряді.

## Фінали турнірів Великого шолома

### Мікст
| Результат | Рік  | Турнір                           | Покриття | Партнер     | Суперники                     | Рахунок  |
| --------- | ---- | -------------------------------- | -------- | ----------- | ----------------------------- | -------- |
| Поразка   | 1971 | Відкритий чемпіонат США з тенісу | Трава    | Бетті Стеве | Біллі Джин Кінг Овен Девідсон | 3–6, 5–7 |